# ورنهم
ورنهم (به سوئدی: Varnhem) یک سکونتگاه مسکونی در سوئد است که در Skara Municipality واقع شده‌است.

## خصوصیات
ورنهم ۰٫۸۰ کیلومترمربع مساحت و ۷۰۷ نفر جمعیت دارد.